# Conca amazònica
La conca amazònica engloba tot el conjunt de recursos hídrics que convergeixen al riu Amazones. Està coberta en gran part per la selva tropical i conforma una regió de l'Amèrica del Sud coneguda com l'Amazònia.
La conca amazònica comprèn una àrea de 7 milions de km² i s'estén per diversos estats i territoris sud-americans (Bolívia, el Perú, l'Equador, Colòmbia, Veneçuela, Guyana, Surinam, la Guaiana francesa i el Brasil). És la major conca fluvial del món.
De la seva àrea total, prop de 3,8 milions de km² es troben al Brasil, i comprenen els estats d'Acre, Amazones, Roraima, Rondônia, Mato Grosso, Pará i Amapá. Aquesta conca forma part de la regió hidrogràfica de l'Amazones, una de les dotze que conformen el territori brasiler.